# المعهد الدولي للديمقراطية ومساعدات الانتخابات

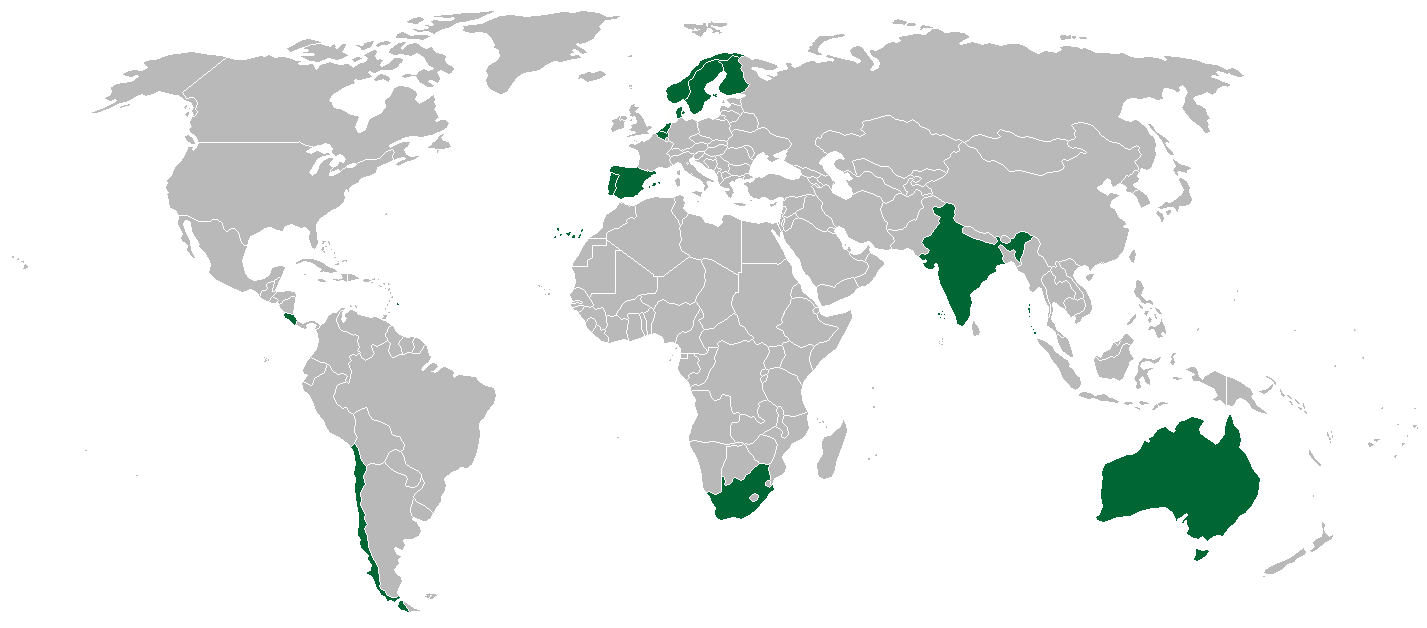
خريطة الأعضاء المؤسسين

المعهد الدولي للديمقراطية ومساعدات الانتخابات هو مؤسسة حكومية دولية مقرها في ستوكهولم. ويدعم المعهد الديمقراطية المستدامة في جميع أنحاء العالم.

## معلومات تاريخية والحالة القانونية
تم إنشاء المعهد في ستوكهولم عام 1995 بموجب اتفاق دولي مسجل لدى الأمم المتحدة. وكانت الدول المؤسسة هي تشيلي والدانمارك وفنلند والهند والنرويج وجنوب إفريقيا والسويد. وللمعهد مكانة دبلوماسية في السويد.

## الأهداف
- مساعدة الدول في بناء قدراتها لتطوير المؤسسات الديمقراطية.
- توفير منتدى بين صناع السياسات والأكاديميين والممارسين.
- مواءمة الأبحاث والتجارب الميدانية، وتطوير الأدوات العملية لتحسين العمليات الديمقراطية.
- دعم المساءلة والشفافية والكفاءة في إدارة الانتخابات.
- تسهيل تقييم الديمقراطية المحلية ومراقبة ودعم المواطنين المحليين.

## مجالات النشاط الحالي
- بناء الديمقراطية وإدارة الصراع – وضع عملية صناعة الإجماع وتحديد الأولويات وتصميم المؤسسات السياسية والدساتير وتنظيم الحوارات وصناعة القرار ودعم المصالحة والديمقراطية الشاملة.
- تقوية العملية الانتخابية – تعديل الأنظمة الانتخابية وتحسين الوصول ونسبة المقترعين وضمان الإدارة المهنية والاستقلالية وبناء الثقة العامة.
- تطوير الأحزاب السياسية كعناصر فعالة في الديمقراطية – مراجعة القواعد الخارجية وتطبيقها والتمويل العام والإدارة الداخلية والديمقراطية والعلاقات مع المجتمع المدني والجمهور.
- المساواة الاقتصادية والمشاركة، لا سيما بالنسبة للجماعات الممثلة تمثيلاً ناقصًا، مثل المرأة في السياسة - مع تحديد أساليب بناء الالتزام والتجربة من خلال إجراءات خاصة مثل تخصيص حصة.

يقدم المعهد إمكانية الوصول إلى قاعدة بيانات حول موضوعات مثل نسبة المقترعين وتصميم النظام الانتخابي وحصة المرأة وقوانين التمويل السياسي والقواعد.
ولقد حصل المعهد على صفة مراقب من الأمم المتحدة.

## الأعضاء
كان الأعضاء المؤسسون في المعهد الدولي للديمقراطية ومساعدات الانتخابات هم أستراليا و‌باربادوس و‌بلجيكا و‌تشيلي و‌كوستاريكا و‌الدنمارك و‌فنلندا و‌الهند و‌هولندا و‌النرويج و‌البرتغال و‌جنوب أفريقيا و‌إسبانيا و‌السويد.
ويضم المعهد الآن 25 عضوًا أيضًا هم بوتسوانا و‌كندا و‌الرأس الأخضر و‌ألمانيا و‌غانا و‌موريشيوس و‌المكسيك و‌ناميبيا و‌بيرو و‌سويسرا و‌الأوروغواي.
و‌اليابان بصفة مراقب.

## الهيكل الداخلي
يقع المقر الرئيسي للمعهد الدولي للديمقراطية ومساعدات الانتخابات في ستوكهولم. ويعمل هناك ما يقرب من ثلثي فريق العمل البالغ عددهم 100 فرد بالكاد. بينما يعمل الباقون في المكاتب الميدانية: في أكرا وبروكسل والقاهرة وكاتماندو ولاباز وليما وبريتوريا وسان خوسيه. وللمعهد أيضًا مندوب دائم لدى الأمم المتحدة ومقرها في مدينة نيويورك.
الأمين العام الحالي السيد فيدار هيلجيسن منذ عام 2006.

## كتابات أخرى
- Reynolds، Andrew؛ Reilly (1997). Electoral system design: the new international IDEA handbook (volume 1). Stockholm, Sweden: International Institute for Democracy and Electoral Assistance (IDEA). {{استشهاد بكتاب}}: الوسيط |الأول3= يفتقد |الأخير3= (مساعدة)
- Reynolds، Andrew؛ Reilly، Ben؛ Ellis، Andrew (2005). Electoral system design: the new international IDEA handbook. Stockholm, Sweden: International Institute for Democracy and Electoral Assistance (IDEA). {{استشهاد بكتاب}}: الوسيط غير المعروف |الرقم المعياري= تم تجاهله يقترح استخدام |ردمك= (مساعدة)

## وصلات خارجية
- homepage
- Voter Turnout Database
- Electoral System Design Database
- quotaproject.org - Quotas for Women Database
- Political Finance Laws and Regulations Database
- ACE Electoral Knowledge Network